# Templo de Bel
El templo de Bel (en árabe, معبد بل) fue una antigua construcción de piedra en ruinas ubicada en Palmira, Siria. El templo, consagrado al dios semita Bel (adorado en Palmira junto al dios lunar Aglibol y al dios solar Yarhibol) conformaba el centro de la vida religiosa en Palmira y fue erigido en el año 32 d. C.
Aedeen Cremin consideraba que esta era la construcción mejor conservada de Palmira.  Los remanentes del templo de dos milenios, fueron dinamitados  por el Estado Islámico en agosto del 2015.

## Historia
El templo estaba construido sobre una colina estratificada, lo que indica que el sitio estuvo ocupado por seres humanos desde el tercer milenio a. C. En los tiempos anteriores a los del Imperio Romano, la zona estaba ocupada por un templo anterior que se conoce como "el primer templo de Bel" y el "templo helenístico". Las paredes del témenos y de los propileos se construyeron entre finales del siglo I y principios del siglo II a. C. La mayoría de las columnas corintias de las columnatas interiores presentaban pedestales con las estatuas de los benefactores posadas arriba. El templo estaba alineado con el extremo oriental de la Gran Columnata de Palmira.
El Templo de Bel fue convertido en iglesia cristiana bajo la Era bizantina. Partes de la estructura fueron modificadas por los árabes en 1132, que preservaron la estructura y convirtieron el tempo en mezquita. 

### Destrucción
El 30 de agosto de 2015, Associated Press informó de que el Daesh había demolido parcialmente el templo con explosivos, citando testimonios de testigos oculares. Se reportó que los ladrillos y columnas están derribados en el piso y sólo queda una pared en pie, de acuerdo a un residente de Palmira. El daño ha sido verificado por el Observatorio Sirio para los Derechos Humanos. El jefe sirio de antigüedades, Maamoun Abdulkarim más tarde afirmó que aunque hubo una explosión en el perímetro, "la estructura básica sigue en pie". Sin embargo, se demostró que estos reportes son incorrectos cuando la ONU confirmó la destrucción del templo después de revisar imágenes por satélite,  “Podemos confirmar la destrucción del edificio principal del Templo de Bel así como la de una fila de columnas en sus inmediaciones” reportó el Instituto de las Naciones Unidas para la Formación y la Investigación.
El arco de la entrada principal sobrevivió a la destrucción del templo. El Instituto de Arqueología Digital propuso que se instalaran réplicas de este arco en Trafalgar Square, Londres y Times Square, Nueva York. Más tarde se decidió que, en lugar de la entrada principal del templo, la réplica sería de parte del Arco Monumental.

### Restauración
Tras la recuperación de Palmira por parte del ejército sirio en marzo de 2016, el director de antigüedades Maamoun Abdelkarim declaró que el Templo de Bel, junto con el Templo de Baalshamin y el Arco Monumental, se reconstruirían utilizando los restos originales que se mantuvieran en el lugar.

## Arquitectura

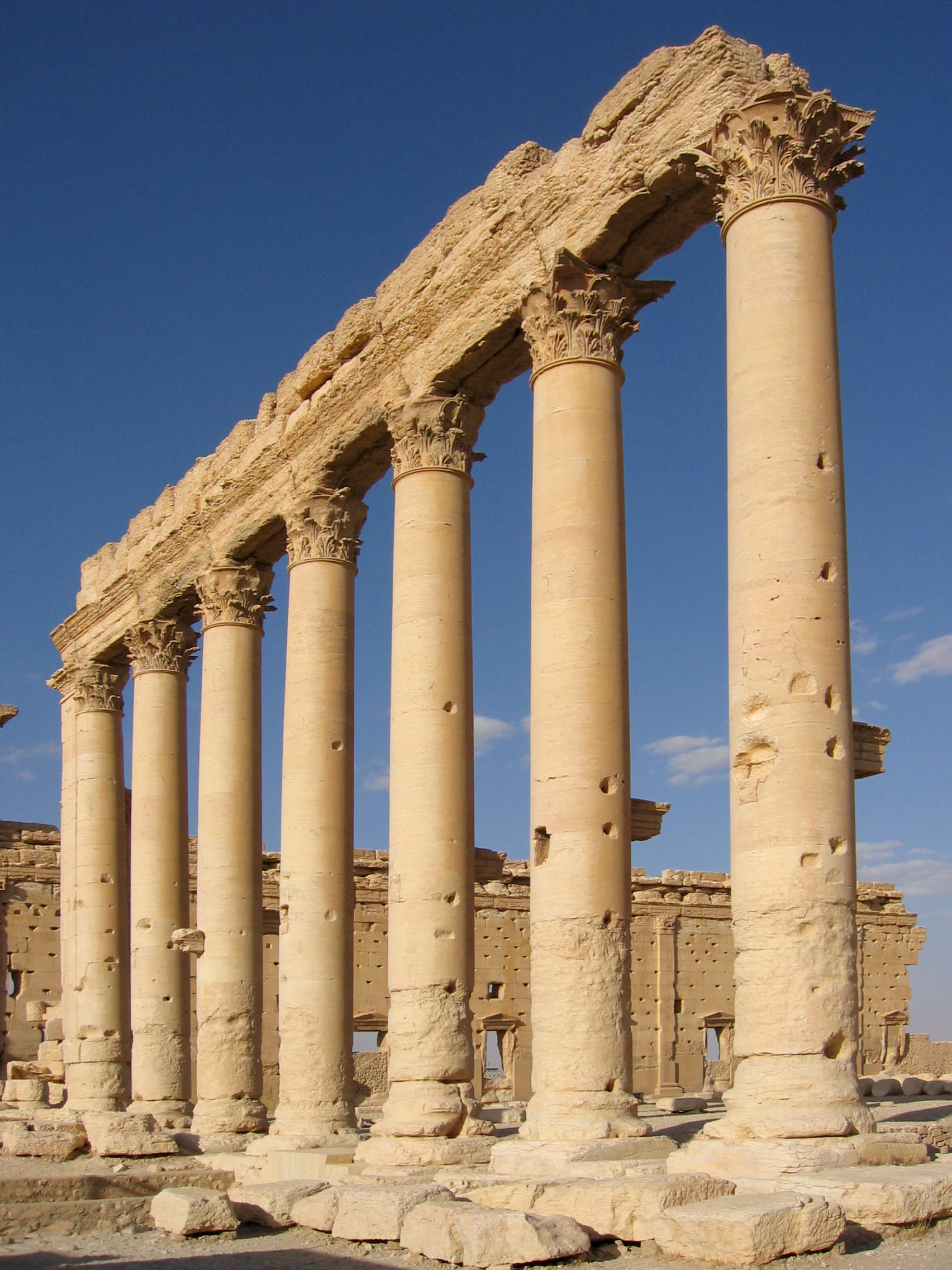
Columnas del interior del templo, antes de ser dinamitadas en 2015.

El templo fue una síntesis de los estilos arquitectónicos típicos de Antiguo Oriente Próximo y del mundo grecorromano. Se encontraba dentro de un enorme complejo bordeado por pórticos, tuvo forma rectangular y estaba orientado de norte a sur. Se erigió sobre una base pavimentada y estuvo rodeado por una larga pared, de 205 metros de longitud, con un propileo. El edificio propiamente dicho, o cella, se encontraba sobre un podio ubicado en el centro de la base pavimentada. El cella estuvo rodeado por completo por un próstilo de columnas corintias, interrumpido por una puerta de entrada con escalones altos que provenían de la calle. 
El cella era único por el hecho de tener dos santuarios internos, los ádyton norte y sur, dedicados a la adoración de Bel y de las otras deidades locales. La cámara norte se conoció por un grabado en bajorrelieve de los siete planetas conocidos por los antiguos, rodeados por los doce signos del zodíaco, y por un grabado que mostraba una procesión de camellos y de mujeres con velos. El cella recibía iluminación mediante dos pares de ventanas ubicadas en la parte alta de las dos paredes. En tres de las esquinas del edificio, hay escaleras que conducen a las terrazas.
En el sitio había restos de un tazón, un altar, un comedor y un edificio con nichos. En la esquina noroeste había una rampa para transportar los animales que serían sacrificados en la zona del templo. Había tres puertas monumentales, pero la entrada era a través de la puerta occidental; esto fue modificado por los árabes en el año 1132 cuando erigieron un bastión y convirtieron el templo en una mezquita, lo que preservó el edificio y evitó que se derrumbase hasta el ataque explosivo por el Estado Islámico.[cita requerida]